# Mordacia
Mordacia J. E. Gray, 1851 é um género de lampreias, o único pertencente à sub-família monotípica Mordacinae da família Petromyzontidae. O taxon tem distribuição natural restrita ao hemisfério sul, com duas espécies no sueste da Austrália e uma no sul do Chile.

## Descrição
Os animais adultos podem atingir um comprimento máximo de 54-60 cm, enquanto suas larvas ammocoetes crescem até aos 16 cm de comprimento.
Como todas as lampreias, as espécies que integram este género apresentam uma morfologia corporal semelhante à das enguias (anguiliforme), com corpos alongados, uma boca redonda desprovida de maxilas, um esqueleto cartilaginoso e uma notocorda (corda dorsal) bem desenvolvida. Apresentam duas barbatanas dorsais, uma das quais aparece durante a fase ammocoetes, sendo que em indivíduos isolados de M. mordax a segunda aparece fundida com a barbatana caudal.
A cloaca está localizado sob a metade traseira da segunda barbatana dorsal. As escamas e as barbatanas pares estão ausentes. Os animais adultos apresentam olhos bem desenvolvidos, os quais estão localizado lateralmente na fase quase adulta, enquanto os animais ainda não estão sexualmente maduras, e no topo da cabeça nos animais sexualmente maduros.
As brânquias são semelhantes a sacos e não são suportadas por arcos branquiais. A boca circular e a língua são recobertas por dentes cónicos. Os bordos laterais da boca circular são contêm uma cama uniforme de papilas orais, mas estas estão ausentes da parte dianteira e traseira. O trato digestivo contém cílios e dobras em espiral.
As larvas ammocoetes das espécies de Mordacia vivem durante anos como animais filtradores nos fundos lodosos de massas de água doce, situação que a espécie não parasita australiana Mordacia praecox mantém durante a fase adulta, iniciando a fase reprodutiva imediatamente após a metamorfose. As outras duas espécies vivem como peixes migradores anádromos, migrando após a metamorfose para o mar, onde utilizam o aparelho bucal de sucção para atacar peixes, os quais parasitam sugando a partir da ferida aberta pela língua rapadora na pele do hospedeiro. Para se reproduzirem, estas espécies anádromas migram para massas de água doce, penetrando produndamente em estuários e rios, onde depositam, em geral sobre fundos consolidados, numerosos pequenos ovos sem gema. Os animais morrem após a desova.

## Espécies
O género Mordacia inclui as seguintes espécies:
- Mordacia lapicida (J. E. Gray, 1851)
- Mordacia mordax (J. Richardson, 1846)
- Mordacia praecox Potter, 1968

As duas espécies australianas (M. mordax e M. praecox) formam um par de espécies, sendo uma parasita e uma não-parasita.
O género Mordacia foi originalmente considerado como o único género da subfamília Mordaciinae dos Petromyzontidae, mas na actualidade é geralmente considerado como o único género da família Mordaciidae.